# Paolo Emili
Paolo Emili (Verona, 1455 circa – Parigi, 5 maggio 1529) è stato un umanista e storico italiano.
Il suo vero nome è Paolo Coimi.

## Biografia

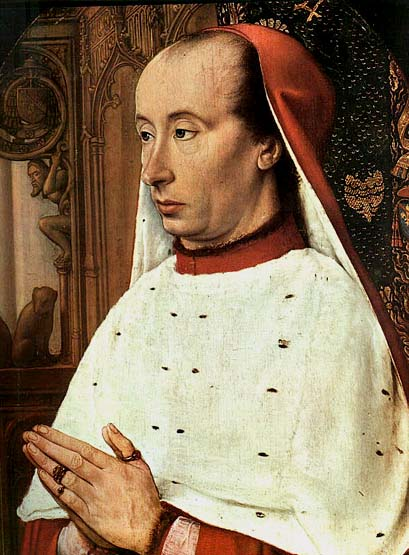
Carlo II di Borbone

Giunto a Roma in giovane età, vi studiò teologia e si fece notare per le sue qualità di umanista dal cardinale Carlo II di Borbone al seguito del quale si trasferì nel 1483 a Parigi, dove frequentò anche la corte di Carlo VIII. A Carlo di Borbone dedicò nel 1487 due carmi e il De rebus a recentiore Francia gestis, una storia dell'antica Gallia che non ci è pervenuto.

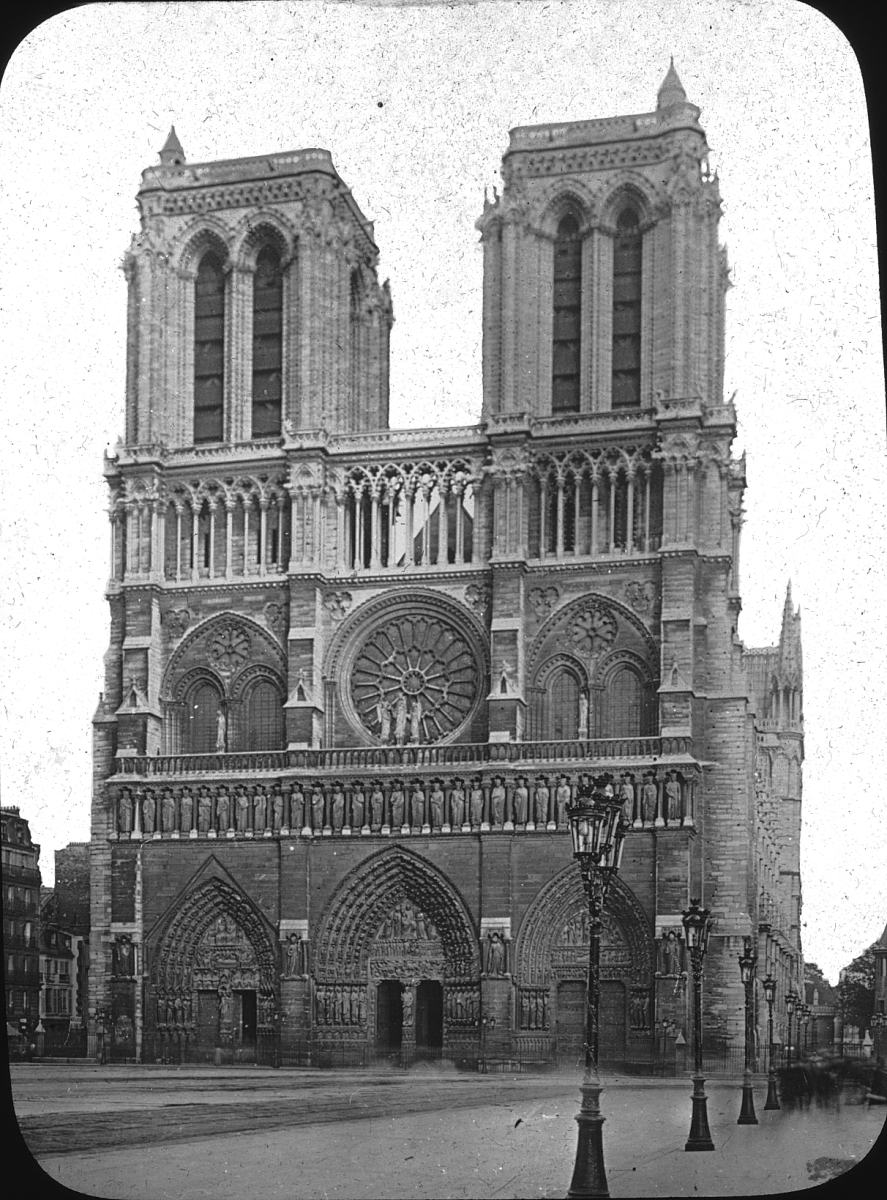
Notre-Dame, luogo di sepoltura dell'Emili

Fu precettore di Jacques Lefèvre d'Étaples e, dopo la morte del cardinale, nel 1488, l'Emili insegnò nell'Università di Parigi e l'anno dopo fu nominato storico di corte. Conobbe i maggiori umanisti residenti o di transito a Parigi, come l'italiano Fausto Andrelini, poeta di corte, Erasmo da Rotterdam, Guillaume Budé, segretario di Luigi XII, Robert Gaguin, autore del Compendium historiae Francorum, Girolamo Aleandro, Girolamo Balbi, Iacopo Sannazaro, l'architetto fra Giovanni Giocondo.
Salito al trono Luigi XII nel 1498, il vescovo di Parigi Étienne Ponchier (1456-1524) gli commissionò una storia della monarchia francese dalle origini ai tempi moderni, cui l'Emili dedicò il resto della sua vita. I primi quattro libri dei De rebus gestis Francorum, comprendenti le biografie da Faramondo a Filippo I, uscirono a Parigi nel 1516; nel 1519 uscirono altri due libri, nel 1520 il settimo con le vite reali da Luigi VIII a Filippo III e nel 1529 l'Emili completava l'ottavo e nono libro dell'opera, lasciando incompiuto il decimo, comprendenti le biografie da Carlo VI a Carlo VIII, per la morte che lo colse il 5 maggio. L'Emili è sepolto nella cattedrale di Notre-Dame.
L'ultimo libro fu completato dal veronese Daniele Zavarisi e l'opera completa fu pubblicata a Parigi nel 1539 dal tipografo Michele Vascosano, che la dedicò a Francesco I. Successive edizioni compresero aggiunte biografiche fino a re Enrico II. La traduzione in italiano del De rebus gestis Francorum, compiuta da Michele Tramezzini, apparve nel 1549 a Venezia. Il piemontese Francesco Rachis pubblicò nel 1590 a Torino, per i tipi dell'editore Antonio de' Bianchi, La sacra impresa, e guerra di Terra Santa, l'acquisto e la perdita di Gierusalemme e di tutti i stati di Soria descritta da Paulo Emilio veronese historico dalle croniche di Francia, che è la sua traduzione di quelle parti del De rebus gestis Francorum dell'Emili che trattano della prima crociata e della successiva riconquista saracena.